# Années 1730
Les années 1730 couvrent la période de 1730 à 1739.

## Événements
- 1729-1769 : révolution Corse. Une insurrection contre les Génois, qui aboutit à la proclamation de l'indépendance de l'île et à l'adoption d'une Constitution (1735) ; Théodore de Neuhoff est couronné roi des Corses en 1736 sous le nom de Théodore Ier mais doit fuir après l'intervention des Génois alliés aux Français. De 1755 à 1769,  Pasquale Paoli gouverne une Corse indépendante[1].
- 1729-1731 : révolte des Natchez contre les colons français de Louisiane[2].
- 1730-1740 : Anna Ivanovna, impératrice de Russie[3].
- Vers 1730 : en Grande-Bretagne, on commence à faire des jardins paysagers sur le modèle chinois[4].
- 1731 : le second traité de Vienne assure la paix en Europe[5]
- 1731-1742 : vassalisation des hordes kazakhs par la Russie ; la Petite Horde (1731), puis la Moyenne (1740) et Grande Horde (1742) passent sous protectorat russe à la suite des incursions des Dzoungars de 1723-1727[6].
- 1730-1735 : progrès dans les instruments de navigation ; invention du sextant par John Hadley et Thomas Godfrey, indépendamment l'un de l'autre (1730-1731) ; en 1735 John Harrison met au point le premier chronomètre de marine précis[7]. La cartographie progresse et les navigateurs sont en mesure d'entreprendre des voyages plus sûrs sur de grandes distances.
- 1733-1738 : guerre de Succession de Pologne ; le candidat de la France, Stanislas Leszczynski, doit renoncer au trône de Pologne au profit d'Auguste III, soutenu par l'Autriche, mais reçoit la Lorraine en compensation[8].
- 1733-1743 : deuxième expédition du Kamtchatka dirigée par Vitus Béring[9].
- 1736-1739 : guerre austro-russo-turque conclue par le traité de Belgrade et la convention de Nyssa[10].
- 1736-1747 : règne et conquêtes de Nader Chah, chah de Perse, fondateur de la dynastie des Afcharides (1736-1749)[11].
- 1736-1747 : le piétiste Nicolas Louis de Zinzendorf (1700-1760), chef spirituel de la communauté des frères moraves à Herrnhut (Lusace), en exil, voyage en Europe et en Amérique[12].
- Vers 1736 : le guérisseur Israël ben Elizer dit Rabbi Israël Baal Shem Tov ou Besht (1700-1760) fonde en Pologne le mouvement piétiste juif (hassidisme)[13].

## Personnages significatifs
- Anna Ivanovna
- Don Carlos
- André Hercule de Fleury
- Jai Singh II
- Stanislas Leszczyński
- Louis XV de France
- Nâdir Shâh
- Robert Walpole
- Pierre Gaultier de Varennes et de La Vérendrye